# Stephan Born

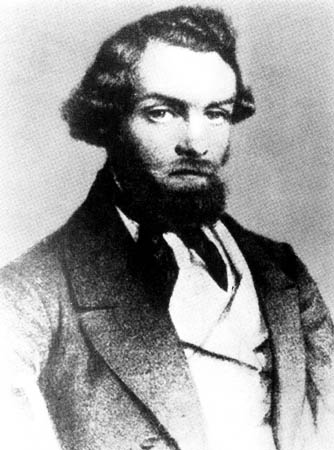
Stephan Born.

Stephan Born (Lissa, Provincia de Posen, 28 de diciembre de 1824 - Basilea, Suiza, 4 de mayo de 1898) fue un líder obrero alemán de origen judío (su nombre al nacer, Simon Buttermilch, lo cambió cuando se convirtió al protestantismo). Miembro de la Liga de los Comunistas participó activamente en la Revolución alemana de 1848-1849 durante la cual fundó en Berlín la Fraternidad Obrera Alemana (Allgemeine Deutsche Arbeiterverbrüderung).

## Biografía

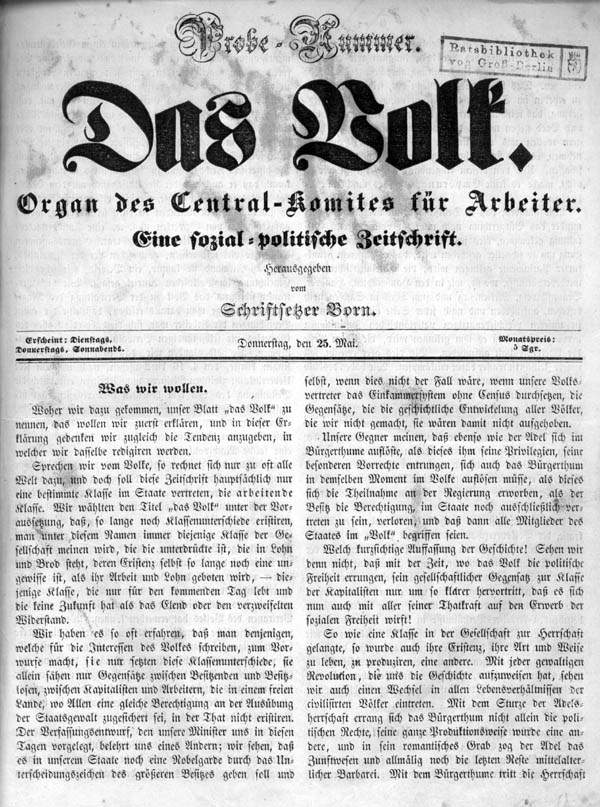
Das Volk, periódico del Comité Central de Trabajadores de Berlín, editado par Born

Originario de la provincia de Posen se instaló en Berlín en 1840 donde ejerció el oficio de oficial impresor. Se afilió a la Liga de los Comunistas, fundada en Londres en junio de 1847 y cuyos dos miembros más destacados eran Karl Marx y Friedrich Engels, y publicó un panfleto titulado La ciudad hanseática que fue alabado por Marx. Cuando estalló la Revolución de Marzo organizó en Berlín, junto con otros miembros de la Liga, un «comité central de los trabajares» que pronto asumió la dirección del movimiento obrero en la capital prusiana, y comenzó a publicar el periódico Das Volk (El Pueblo) en el que defendió la alianza de los trabajadores con la burguesía liberal para derribar el Antiguo Régimen, la misma estrategia que estaba propugnando Marx en la Nueva Gaceta Renana de Colonia. En uno de los artículos decía:

En Alemania tenemos una doble obligación; por una parte, apoyar a la burguesía en su combate contra la aristocracia y las fuerzas del derecho divino y, por otra, apoyar también al trabajador, al artesano, a fin de obtener para el pueblo un derecho político nuevo que le ponga en condiciones de conquistar con su lucha la libertad social y una existencia nacional independiente.

Sin embargo, Born discrepaba de Marx sobre la posibilidad de que el programa revolucionario contenido en el Manifiesto Comunista, publicado en Londres en febrero, pudiera aplicarse en Alemania pues creía que ni siquiera sería comprendido por los obreros. Así pues abogaba por la vía reformista para la mejora de las condiciones de vida de los trabajadores mediante la aprobación de una serie de leyes de protección del trabajo, como los seguros de enfermedad, invalidez y vejez o la extensión de la educación gratuita, y también mediante la organización de cooperativas de producción. Se trataba, como ha destacado Jacques Droz, de un «programa estrictamente reformista que está más cercano a Louis Blanc que a Marx, y con el que se esforzaba por no ahuyentar a la pequeña y mediana burguesía, a la cual quería conservar a toda costa en el "frente revolucionario"; no aceptaba, por tanto, el "querer colocar a toda la sociedad bajo la supremacía de la clase obrera"».
A principios de septiembre organizó en Berlín un congreso obrero del que surgió la Fraternidad Obrera Alemana (Allgemeine Deutsche Arbeiterverbrüderung), que pronto se convirtió en la organización obrera más numerosa de Europa continental, pues agrupaba a 18.000 obreros. La «central» se situó en Leipzig, donde comenzó a publicarse el periódico 'Die Verbrüderung ('La Fratenidad') dirigido por Born, que más adelante fue sustituido por su amigo Franz Schwenniger, y en el que defendió la vía reformista y rechazó el recurso a la violencia.
Según Jacques Droz, «el innegable mérito de Born fue crear en torno al término "trabajador" (Arbeiter) la unanimidad de la clase trabajadora, desarrollando en ésta, junto con la solidaridad, un cierto orgullo de su posición en la sociedad y manteniendo en el seno de los grupos un espíritu de combatividad que defendiera los derechos adquiridos». Esta posición es la que explica que Born participara en mayo de 1849 en las barricadas de Dresde en defensa de la amenazada Asamblea de Frankfurt y del proyecto de Constitución del Reich que había aprobado.
Tras los sucesos de Dresde se refugió en Suiza, donde al principio mantuvo el contacto con la Liga de los Comunistas y con la Fraternidad, pero pronto abandonó el activismo obrero, dedicándose a partir de entonces a la enseñanza. Consiguió la nacionalidad suiza y dio clases en el liceo en Neuchatel durante veinte años. También fue profesor honorario de la Universidad de Basilea, ciudad donde murió en 1898.